# 長沙航空職業技術学院
長沙航空職業技術学院（英語: Changsha Aeronautical Vacational and Technical College）は、中国湖南省長沙市雨花区に本部を置く中国の公立大学。1973年創立、1973年大学設置。
2014年時点では、学校の面積は800畝、建築面積は30万平方メートル、生徒数約9200余名、教職員389名。

## 略歴
- 1973年に中国人民解放軍第5712工廠技工学校として設立。[3]1979年、「中国人民解放軍空軍航空工程部第二技工学校」と改称。1982年、「中国人民解放軍空軍航空工程部技術学校」と改称。1985年、「中国人民解放軍空軍航空工程部第二航空工程学校」と改称。
- 1983年2月、中国人民解放軍空軍航空修理第二職工大学設立。1994年、名称を中国人民解放軍空軍第二職工大学に変更。1994年9月、「中国人民解放軍空軍長沙航空工程学校」と改称。
- 1998年3月19日、中国人民解放軍空軍第二職工大学と中国人民解放軍空軍長沙航空工程学校を併合し「長沙航空職業技術学院」設立，軍校名「中国人民解放軍空軍航空維修技術学院」。2002年、長沙工業学校を吸収合併する。

## 組織
「学院」も「系」も日本の大学の学部にほぼ相当する。「学部」は「学院」と「系」の上の編成で、実体はなく、日本の「学部」とは位置付けが異なっている。妙訳がないのでそのまま記す。
- 航空装備工程系
- 機械製造工程系
- 電子電気工程系
- 化工·信息工程系
- 経済·貿易系
- 管理工程系

## 大学の人物一覧

### 教授
- 学長：朱厚望[4]
- 党委書記：胡大鵬[4]